# ستاد دي أيكسوفال البلدي
ستاد دي أيكسوفال البلدي هو ملعب كرة قدم صغير يقع في ضواحي أندورا لا فيلا عاصمة أندورا. يسع الملعب لجلوس 1.800 متفرج . يعتبر الملعب الرسمي الذي يخوض فيه منتخب أندورا مبارياته الدولية . تم افتتاح الملعب في سنة 2008 .